# Guillem Maria de Brocà i de Montagut
Guillem Maria de Brocà i Montagut (Reus, 21 d'octubre de 1850 - Riudecanyes, 23 d'octubre de 1918) fou un jurista i historiador del dret català, fill de Salvador de Brocà i de Bofarull, un magistrat destinat a Mallorca, i de Marina Montagut i Domingo, de Reus.

## Biografia
Va estudiar a Reus i a Mallorca, on el seu pare Salvador de Brocà i de Bofarull va ser magistrat, i es va llicenciar en dret a la Universitat de Barcelona el 1869. Fou professor de la mateixa Universitat i, durant dos anys, jutge municipal a Barcelona. Fou secretari del Congrés Català de Jurisconsults de 1881. Bon coneixedor de la història del dret civil català, va estudiar el Llibre del Consolat de Mar. També fou membre de la Comissió oficial encarregada de codificar el dret civil de Catalunya, i a la mort de Francesc Romaní i Puigdengolas, va ser-ne president.
Fou membre de l'Acadèmia de Bones Lletres de Barcelona el 1886 i membre fundador de l'Institut d'Estudis Catalans el 1907. El mateix 1907 va participar en l'Expedició històrico-arqueològica de l'Institut d'Estudis Catalans a la Vall d'Aran i la Ribagorça, organitzada per l'IEC. Anava acompanyat per Josep Puig i Cadafalch, Josep Gudiol i Cunill, Josep Goday i Casals i Adolf Mas i Ginestà.
També fou president de l'Acadèmia de Jurisprudència i Legislació de Catalunya del 1899 al 1901 i col·laborà sovint a la Revista Jurídica de Catalunya. Així mateix, fou degà del Col·legi d'Advocats de Barcelona del 1911 al 1915, i donà un gran impuls a la seva biblioteca, creant una Secció jurídica catalana.
La ciutat de Reus el va declarar fill il·lustre i té un carrer dedicat als Xalets Quintana de Reus. Va morir solter a Riudecanyes tot i que vivia a Barcelona.

## Obres
Va escriure diverses obres, quasi totes en castellà, sobre temes legals i d'arqueologia (per la que tenia afició) destacant en aquest darrer camp un estudi d'unes restes romanes trobades a Reus, un excel·lent estudi d'una necròpolis romana trobada a la rodalia (1904).
- Manual de formularios ajustados a la ley de enjuiciamiento civil (Barcelona: Imp. de C. Verdaguer y Cia., 1875), amb diverses reedicions que anava actualitzant. A partir de la 10a (1919), ampliades per Marià Rubió i Tudurí
- Instituciones de derecho civil catalán vigente, comentadas con la doctrina del tribunal supremo y precedidas de una introducción histórica (Barcelona: Imprenta Barcelonesa, 1880) amb Joan Amell i Llopis La 2a edició (1886) digitalitzada[8]
- Autores catalanes que antes del siglo XVIII se ocuparon del derecho penal y del procedimiento criminal (Barcelona: Imprenta de los Hijos de Jaime Jepús, 1901)
- Taula de les estampacions de les Constitucions i altres drets de Catalunya (Barcelona: Fills de Jaume Jepús, 1907)
- Estudi i ensenyança del dret a Catalunya abans del segle XVIII (Barcelona: Estudis Universitaris Catalans, 1909)
- Juristes i jurisconsults catalans del segle xiv fins al XVII (Barcelona: Institut d'Estudis Catalans, 1909)
- Els Usatges de Barcelona (Anuari de l'Institut d'Estudis Catalans, 1914)
- Historia del derecho de Cataluña, especialmente del civil y exposición de las instituciones del derecho civil del mismo territorio en relación con el Código Civil de España y la jurisprudencia (Barcelona: Herederos de Juan Gili, 1918. 2 vols.)